# Gephyrochromis moorii
Gephyrochromis moorii är en fiskart som beskrevs av Boulenger, 1901. Gephyrochromis moorii ingår i släktet Gephyrochromis och familjen Cichlidae. IUCN kategoriserar arten globalt som livskraftig. Inga underarter finns listade i Catalogue of Life.